# 二之湯智
二之湯 智（にのゆ さとし、1944年〈昭和19年〉9月13日 - ）は、日本の政治家。
国家公安委員会委員長（第98・99代）兼国土強靱化担当大臣兼領土問題担当大臣兼国家公務員制度担当大臣兼内閣府特命担当大臣（防災、海洋政策）（第1次岸田内閣・第2次岸田内閣）、総務副大臣（第2次安倍改造内閣・第3次安倍内閣）、総務大臣政務官（第1次安倍改造内閣・福田康夫内閣）、参議院文教科学委員長、同決算委員長、参議院議員（3期）、京都市会議長（第69代）、京都市会議員（5期）、自由民主党参議院政策審議会会長、全国市議会議長会会長（第53代）などを歴任。

## 来歴
京都府京都市左京区生まれ。父は二之湯正義。1957年、三重県の小学校を卒業。その後、京都市立四条中学校を経て、京都市立西京高等学校卒業。1968年3月、慶應義塾大学法学部政治学科を卒業。大学時代は中村菊男ゼミで国際政治学を学んだ。1969年から国立京都国際会館に勤務するが、「世界を知りたい」との考えから退職し、1972年にアメリカ合衆国に遊学。1973年、前尾繁三郎衆議院議員の秘書となった。1983年、野中広務後援会連合会事務局長に就任。
1987年、42歳の頃に右京区から京都市会議員に初当選。以来連続5回当選。1999年、京都市会議長、第53代全国市議会議長会会長に就任。2003年、自由民主党京都府連の会長に就任。2004年7月、第20回参議院議員通常選挙において京都府選挙区から出馬し初当選。自民党内では平成研究会（津島派）に所属した。

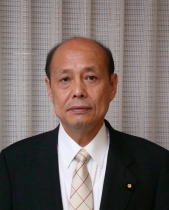
総務大臣政務官在任時に公表された肖像写真

2007年8月29日以降、第1次安倍改造内閣・福田康夫内閣で総務大臣政務官（地方行財政、消防の担当）。
2010年7月、第22回参議院議員通常選挙において再選。
2011年4月14日、東日本大震災の復興補正予算が議論される中、復興予算捻出のためのODA削減案に反対する超党派連合のメンバーとして名を連ねた。
2013年、長男二之湯武史が第23回参議院議員通常選挙で滋賀県選挙区より神道政治連盟の後援を受け自民党公認で初当選し、参議院で54年ぶりとなる親子同時在職となった。同年9月、自民党京都府連会長の座を退いた。
2014年9月3日、第2次安倍改造内閣で総務副大臣に就任。同年12月25日、第3次安倍内閣で総務副大臣に再任。
2016年7月、第24回参議院議員通常選挙において3選。
2021年6月6日、翌年7月の第26回参議院議員通常選挙に立候補せず引退する意向を示した。
同年10月4日、第1次岸田内閣で国家公安委員会委員長として初入閣。続く第2次岸田内閣でも再任された。
2022年5月、ロシアのウクライナ侵攻に伴うロシア政府による日本への報復措置（ロシア連邦への日本政府の政策に対する報復措置に関してのロシア外務省声明）によって、ロシア連邦への入国を恒久的に禁止された。
内閣府特命相・国家公安委員長職は「クビにならない限り続ける」と宣言しており、参議院議員の任期満了後も8月10日の内閣改造まで民間人閣僚の形で続投した。
政界引退後は地元の京都市右京区で「子ども食堂」の運営を始めた。また、2023年には京都陸上競技協会会長に就任した。2023年秋の叙勲については、内閣府より旭日大綬章の叙勲の打診があったものの、国家公安委員会委員長在任中に奈良県奈良市において安倍晋三銃撃事件が発生したことへの責任から辞退した。
2023年11月、翌年の京都市長選挙に立候補を表明している次男の二之湯真士を支援するとして、自民党に離党届を提出した。自民党は2024年2月6日の党紀委員会で離党を了承した。

## 政策・主張

### 憲法
- 憲法改正について、2016年の朝日新聞社のアンケートで「どちらかと言えば賛成」と回答[23]。同年の毎日新聞社のアンケートで「賛成」と回答[24]。
- 9条改憲について、2016年の毎日新聞社のアンケートで「改正して、自衛隊を他国同様の『国防軍』にすべきだ」と回答[24]。

### 外交・安全保障
- 「他国からの攻撃が予想される場合には先制攻撃もためらうべきではない」との問題提起に対し、2016年のアンケートで「どちらとも言えない」と回答[23]。
- 「北朝鮮に対しては対話よりも圧力を優先すべきだ」との問題提起に対し、2016年のアンケートで「どちらかと言えば賛成」と回答[23]。
- 安全保障関連法の成立について、2016年の毎日新聞社のアンケートで「改正して、自衛隊を海外により派遣しやすくすべきだ」と回答[24]。
- 普天間基地の移設問題について、2016年の毎日新聞社のアンケートで「名護市辺野古に移設すべき」と回答[24]。

### ジェンダー
- 選択的夫婦別姓制度の導入について、2016年のアンケートで「反対」と回答[23]。
- 同性婚を可能とする法改正について、2016年のアンケートで「どちらかと言えば反対」と回答[23]。
- クオータ制の導入について、2016年のアンケートで「どちらかと言えば反対」と回答[23]。

### 部落問題
- 2010年5月20日に開催された「自由同和会 第25回全国大会」に祝電を送った[25]。
- 2016年12月9日、第192回国会で部落差別の解消の推進に関する法律案（衆議院提出）に賛成票を投じた[26]。
- 2017年5月26日に開催された「自由同和会 第32回全国大会」に祝電を送った[27]。

### その他
- 永住外国人への地方参政権付与について、2016年のアンケートで「反対」と回答[23]。
- 首相の靖国神社参拝について、2016年のアンケートで「どちらかと言えば賛成」と回答[23]。
- 「治安を守るためにプライバシーや個人の権利が制約されるのは当然だ」との問題提起に対し、2016年のアンケートで「どちらかと言えば賛成」と回答[23]。
- 「原子力発電所は日本に必要だと思うか」との問いに対し、2016年の毎日新聞社のアンケートで「必要」と回答[24]。
- 2016年の米国大統領選挙について「ドナルド・トランプとヒラリー・クリントンのどちらを支持するか」との問いに対し、2016年の毎日新聞社のアンケートで「どちらとも言えない」と回答[24]。
- 2016年2月8日、高市早苗総務大臣は、放送局が政治的公平性を欠く放送を繰り返した場合、電波法に基づき電波停止を命じる可能性に言及した[28]。安倍晋三首相は2月15日の衆議院予算委員会で野党の批判に反論し、高市の発言を擁護した[29]。政府の姿勢をどう思うかとの問いに対し、2016年の毎日新聞社のアンケートで「問題とは思わない」と回答[24]。
- たばこ税の増税に反対しており、2010年の財務金融委員会で提出された「公平性を欠くたばこ税増税反対に関する請願」の紹介議員に名を連ねている[30]。

## 人物

### 旧統一教会との関係
- 2016年、世界平和統一家庭連合（旧統一教会）の関連団体「天宙平和連合 (UPF)」が主催する自転車イベント「ピースロード」の京都府・奈良県・三重県・滋賀県実行委員会の実行委員長を務めた[31]。副委員長は統一教会第15地区長の熊谷栄佐雄が務めた[31][32]。
- 2017年12月14日、統一教会の関連団体「真の家庭運動推進京都協議会（APTF京都）」が「孝情クリスマスフェスティバルin京都」を京都市西文化会館ウエスティで開催。同イベントに参加し、講演した[33]。
- 2018年8月1日、「ピースロード2018 in Kyoto」が京都市国際交流会館で開催。イベントの公式サイトは、二之湯がイベントの京都府実行委員会の委員長を務めたことを公表した[34]。
- 2021年4月、国立京都国際会館で旧統一教会系のイベント『新型コロナ終息を願う京都1万人祈りの集い』というイベントが開催される予定であった。実行委員長は旧統一教会の京都教区長で、『天の父母様聖会・世界平和統一家庭連合』や教団系列組織『京都府平和大使協議会』などが共催している。その『呼びかけ人』を二之湯が務め、田中英之、木村弥生、繁本護、北神圭朗らが世話人に名を連ねた[35][36]。なお、二之湯は同会館の元職員である。
- 2022年7月26日、二之湯は閣議後の会見で、前述の「ピースロード2018 in Kyoto」の実行委員長を務めたことを認めた[37][38]。二之湯は、京都市内にある自身の事務所近くに旧統一教会の事務所があるといい、「政治家はいろいろなお付き合いがある。平和の祭典、運動を起こすのでちょっと名前を貸してほしいというので貸した」と述べた[37][38]。二之湯が「事実」と認めたイベントは、旧統一教会系の非政府組織が推進する世界的な友好親善プロジェクトである「ピースロード」であり、当日に参加したことも認め、「京都市が最後のゴール地点だったかな。そこで人が集まっていたので、一言お話をさせてもらった」と話した[37][38]。
- 同年8月2日の会見でも、旧統一教会と政治家の関係は適切なのかと質問が相次ぐが、「統一教会がどういう教義をもって布教活動をしているか、さっぱり分かりません」と答えた[39]。
- 同年8月5日の会見で、世界平和統一家庭連合の霊感商法に関して「2010年を最後に被害届はない」と述べた。会見終了後、警察庁は被害届ではなく、10年を最後に「検挙がない」と述べ、二之湯の発言を訂正した[40]。

### その他
- 子供の頃は、外で元気に遊ぶ活発な子で、相撲、水泳、野球に明け暮れる日々だった[10]。憧れの政治家は河野一郎、ケネディー大統領で、河野一郎の葬式に一般で参列した[10]。
- 「二之湯」という苗字は珍しいため、人と名刺を交換する度に相手側から「変わった名前ですね」、「どこのご出身ですか?」、「温泉と関係があるんですか?」などと言われるという[8]。現住所は京都市右京区谷口梅津間町[41]。
- 自身が秘書として仕え、読書家としても著名であった前尾繁三郎の影響を受けて議員時代から書籍の収集などをしていた。議員引退後、自由民主党京都府支部連合会の職員が死去したので弔問に訪れたところ、その職員が政治関係の書籍を中心に数千冊近くの蔵書を保有していたのを見つけたことから遺族の了承を得てその蔵書を引き取り、また親交のある大学教授からも蔵書の寄贈を受けたこともあり、京都府内の自身の事務所の一角を利用して『文庫』を開設した[42]。

## 騒動

### 政治資金問題
二之湯が代表を務める2つの政治団体ならびに資金管理団体において、2010年、2012年、2014年に計1070万円が政治資金収支報告書に虚偽・不記載されているとの告発があった。

### 参議院本会議採決における「投票間違い」
2013年12月6日、特定秘密保護法の参議院本会議採決で反対票を投じたが、これについて、「議場が混乱していて、賛成票を投じたつもりが慌てて間違った」と述べた。

### 代表質問内容の修正
2014年3月12日の参議院本会議でおこなった代表質問の内容を公明党の要求に応じて事前に修正した。当日の代表質問では「子供を産み、立派に育てることが国家に対する最大の貢献」から「国家に対する貢献」の部分を削除し、「子供を持つことが社会人としての義務」との表現は「子供を持つことを望まない人たちが増えている」と修正した原稿を読み上げた。

### 元秘書が強盗致傷容疑で逮捕
二之湯の公設秘書を勤めていた男性が、秘書だった時期の2010年9月に京都市内の不動産会社社長宅で発生した強盗致傷事件に関わっていたとして、2018年11月8日に同容疑で京都府警察に逮捕された。

### マネーロンダリングによる現金配布
2022年2月10日、自民党京都府連が国政選挙の前に候補者から集めた現金を地元の地方議員に配っていたことが文藝春秋により報じられた。二之湯は現金を配っていた事実は認めたものの、「買収や選挙活動の対価という意図はない」と違法性を否定。一方で、2014年に作成したとみられる内部文書には、「候補者がダイレクトに議員に交付すれば、公職選挙法上は買収と言うことになりますので、京都府連から交付することとし、いわばマネーロンダリングをするのです」と記されていた。

## 家族
二之湯家
「二之湯」は全国に77世帯ほどの珍しい苗字で、二之湯が電話で問い合わせたところ、その人たちのルーツはいずれも三重県いなべ市員弁町宇野であった。二之湯姓について、二之湯智は子供の頃、父に「どうして二之湯という名前をつけたのか」とたずねると父は「うちの先祖は百姓であるから、明治時代になって適当につけたのだろう。」と言っていたという。また二之湯智は田舎の親類の法事の席上で古老から「江戸の末期、このあたりに二番目のため池ができた。そのため池にちなんで二之湯としたらしい。」と解説してもらっている。
- 長男・武史（元参議院議員、1977年 - ）
- 次男・真士（元京都府議会議員、1979年 - ）

## 所属団体・議員連盟
- 自民党たばこ議員連盟[50]
- 神道政治連盟国会議員懇談会[51]
- 日本会議国会議員懇談会
- 自民党国際人材議員連盟
- 恒久平和のために真相究明法の成立を目指す議員連盟
- 正しい日本を創る会
- Peace Road 2018 in Kyoto 京都府実行委員会（実行委員長）
- 人権外交を超党派で考える議員連盟 [52]